# كاستيخون دي لاس أرماس
بلدية كاستيخون دي لاس أرماس (بالإسبانية: Castejón de las Armas) هي بلدية تقع في مقاطعة سرقسطة التابعة لمنطقة أراغون شمال شرق إسبانيا.

## الديموغرافيا
بلغ عدد سكان بلدية كاستيخون دي لاس أرماس 121 نسمة عام 2011 (وفقاً للمعهد الوطني الإسباني للإحصاء).
| 154 | 142 | 115 | 95 | 114 | 117 | 121 |